# 台灣閱讀文化基金會
財團法人台灣閱讀文化基金會是位於臺灣的基金會，提供共讀團體優良書籍借閱，並培訓讀書會導讀人才，期望藉此提升民眾的閱讀素養，總部設於南投縣草屯鎮中正路567-11號1樓。曾獲得社教貢獻獎、閱讀推手－團體獎、閱讀推展志工團體獎。

## 歷史

### 緣起
2006年，因當時運作「愛的書庫」的九二一震災重建基金會結束主要任務而停止金援，故廖祿立等人於當年12月創立台灣閱讀文化基金會以維持其運作。

## 愛的書庫
2005年4月，南投縣虎山國小成立首座「愛的書庫」，循環圖書。迄今共有三百多座愛的書庫。

### 特色書庫列表

#### 多元文化書庫
- 臺中市東勢區中山國小
- 嘉義緜溪囗鄉溪囗國小
- 南投緜南投市平和國小
- 新竹緜關西鎮關西國小

#### 英文書庫
- 南投緜草屯鎮旭光高中
- 嘉義縣竹崎鄉竹崎國小
- 臺南市北區立人國小
- 新竹緜新豐鄉新豐國小
- 彰化縣彰化市南興國小

#### 成人讀書會書庫
- 臺中市北區曉明女中

#### 有聲書書庫
- 臺中市大雅區惠明盲校

#### 原住民書庫
- 臺中市和平區博愛國小谷關分校

#### 海外文化書庫
- 美國南加州喜瑞都中文學校[5]

## 數位愛的書庫

### 目標
1. 培養數位閱讀專長教師，創新教學模式。
2. 透過線上數位閱讀專題探究競賽，提升學生善用資訊能力。
3. 鼓勵教育機構善用資訊設備，並將其應用，培養學生正確的資訊科技素養。

### 內容
- 設置「數位愛的書庫」，提供各校30臺平板電腦等設備，並維持其運作。

- 辦理「線上數位閱讀專題探究競賽」[6]

## 數位書箱
數位書箱計畫的設立在於降低數位學習落差並加速數位互動學習發展。2015年起，台灣閱讀文化基金會、台灣三星電子股份有限公司、新竹物流股份有限公司、財團法人玉山志工社會福利慈善事業基金會與力新國際科技股份有限公司等團體，推動此計畫。希望藉由結合資訊科技與民間公益資源，使學習能配合數位網路，減少城鄉限制。
每個數位書箱內有十台平板電腦供使用。